# Haute École de santé Genève
La Haute école de santé Genève (HEdS-Genève) est une université de sciences appliquées située à Genève, en Suisse. Cette école est rattachée à la Haute école spécialisée de Suisse occidentale (HES-SO). 

## Description
L'école de soins infirmiers Bon Secours est créé en 1905 par Marguerite Champendal et devient en 2004, la Haute école de santé de Genève. 
Plus grande école de santé de Suisse romande, elle forme des professionnels de santé hautement qualifiés, capables de répondre aux exigences de la pratique de soins d'aujourd'hui et de demain.
La HEdS-Genève propose des formations Bachelor en Nutrition et diététique, en Physiothérapie, en Sage-femme, en Soins infirmiers et en Technique en radiologie médicale. Elle contribue aux Master en sciences de la santé et en sciences infirmières organisés conjointement entre la HES-SO et l'Université de Lausanne. 
Son offre de formation continue repose sur plus d'une vingtaine de programmes de type Certificate of Advanced Studies (CAS), Diploma of Advanced Studies (DAS) et Master of Advanced Studies (MAS).
Outre la formation, elle poursuit également des missions de recherche et de prestations de service.

## Direction
Antoinette de Coulon de 1945 à 1948
Marjorie Duvillard de 1948 à 1968
Jacqueline Demaurex de 1968 à 1976 
Rosette Poletti de 1976 à 1984
Anna Moria Venetz de 1984 à 1988
Marie-Thérèse Engelberts de 1988 à 1999 
Francoise Bonvallat de 1999
Jacques Dunant  jusqu'en 2011
Daniel Petitmermet de 2011 à 2018
Marie-Laure Kaiser depuis 2018